# Spurgeon (Indiana)
Spurgeon è un comune degli Stati Uniti d'America, situato nello Stato dell'Indiana, nella contea di Pike.